# コント1000本ノック
『コント1000本ノック』（コントせんぼんノック）は、フジテレビジョンで放送されていたバラエティ番組。2001年4月13日～2002年3月22日まで放送されていたコント番組。司会・ナレーターは相川梨絵。

## 内容
若手芸人が、制限時間内にコントをしていく。目標は1000本！1000本達成まで、番組が続いていく。
だが、1000本いかずに番組は終わってしまった。

## 出演
- 2丁拳銃
- ライセンス
- キングコング
- ニブンノゴ!

ほか多数

## スタッフ
- プロデューサー：岡本昭彦（吉本興業）
- ディレクター：小坂武、西原信介
- 演出：李闘士男
- 制作協力：リーライダーす
- 制作：フジテレビ、吉本興業

## エンディングテーマ
- Answer For Your Love(WEST SIDE)